# Hymenostomum aristatulum
Hymenostomum aristatulum là một loài rêu trong họ Pottiaceae. Loài này được Paris & Broth. mô tả khoa học đầu tiên năm 1906.